# Biserica de lemn din Chinciuș

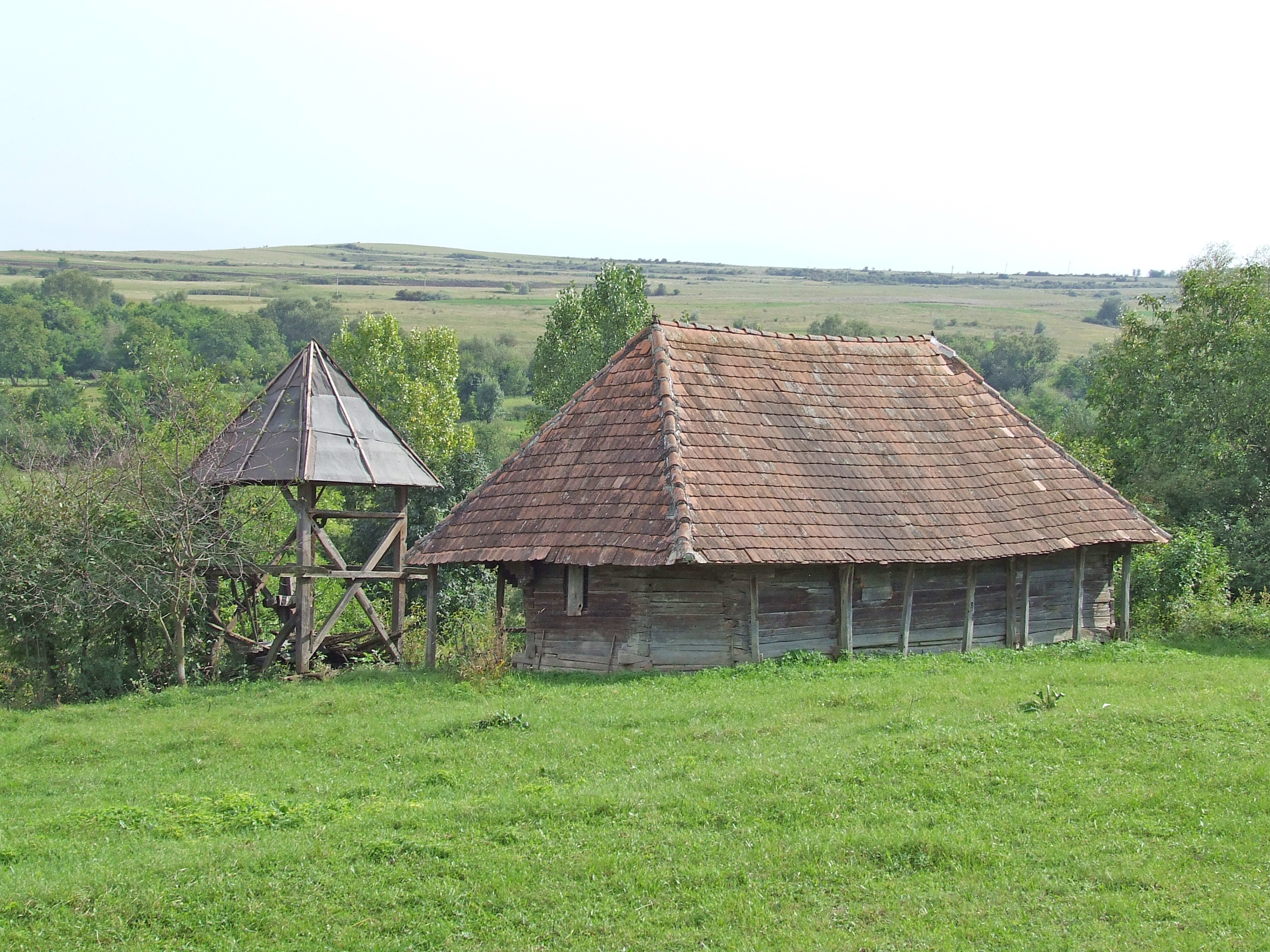
Biserica de lemn Chinciuş, judeţul Mureş. Foto: septembrie 2010

Biserica de lemn din Chinciuș, aflată în satul cu același nume din comuna Adămuș, județul Mureș, este construită în secolul al XVIII-lea și are hramul "Sfinții Arhangheli". Depopularea accentuată a satului din ultimele decenii a făcut ca numărul credincioșilor să scadă atât de mult încât biserica a fost închisă, aici nemaiținându-se slujbe religioase. Pentru valoarea ei, biserica este înscrisă pe noua listă a monumentelor istorice sub codul  MS-II-m-A-15629.

## Istoric și trăsături
Satul Chinciuș este atestat documentar încă din anul 1424 ca poss. Kench iar în anul 1461 localitatea este amintită ca plătind datina românească a oilor. Din cauza depopulării masive a satului, în prezent peisajul ce înconjoară vechea bisericuță de lemn este dominat de turmele de oi ce și-au găsit aici loc de pășunat.
Momentul construcției nu se cunoaște exact, conscripțiile secolului al XVIII-lea menționând existența unei biserici de lemn în această localitate. În memoria sătenilor se păstrează amintirea unei inscripții, acum dispărută, ce spunea că la anul 1832 biserica a fost împodobită cu pictură interioară. Această pictură se crede că a fost puternic deteriorată în urma mutării edificiului cu aproximativ 100 m mai la sud în anul 1912, mutare necesară datorită deteriorării terenului ca urmare a ploilor abundente din anii 1911-1912.
Planul bisericii este dreptunghiular cu absidă poligonală cu trei laturi, nedecroșată. Dimensiunile navei - lățimea fiind de 4,05 m iar lungimea de 8,80 m încadrează edificiul în categoria bisericilor de lemn de dimensiuni mici. Inițial biserica a fost acoperită cu șindrilă dar în urma mutării survenite la începutul secolului XX, acoperișul bisericii a fost înlocuit cu unul nou de țiglă fapt ce a determinat sarcini suplimentare pe pereții de lemn. Pentru a fi compensate, au fost montați stâlpi de susținere atât pe latura de sud cât și pe latura de nord a bisericii. Se presupune că tot cu ocazia mutării bisericii a fost adăugată și prispa de pe latura de sud.
Din pictură interioară se mai păstrau, conform d-nei Ioana Cristache-Panait, care a documentat în anii '80 biserica, împărțite în registre prin chenare pe boltă, în medalioane centrale următoarele reprezentări: Sfînta Maria, Tatăl Savaot, Isus Hristos și Duhul Sfânt sub formă de porumbel. În părțile laterale ale bolții naosului erau zugrăvite scene din Noul Testament cum ar fi Cina cea de taină sau Sărutarea lui Iuda. Pe bolta pronaosului se distingea Jertfa lui Avram, în timp ce în altar se aflau zugrăvite Sfânta Treime, Preamărirea Fecioarei și cete îngerești.
Realizată în timpul preotului Gherasim Grigore, în anul 1832, prin analogie cu Biserica de lemn din Cornești (dispărută), pictura a fost realizată de către zugravii Porfirie și Leon, ambii reprezentanți ai școlii de la Feisa.

## Imagini

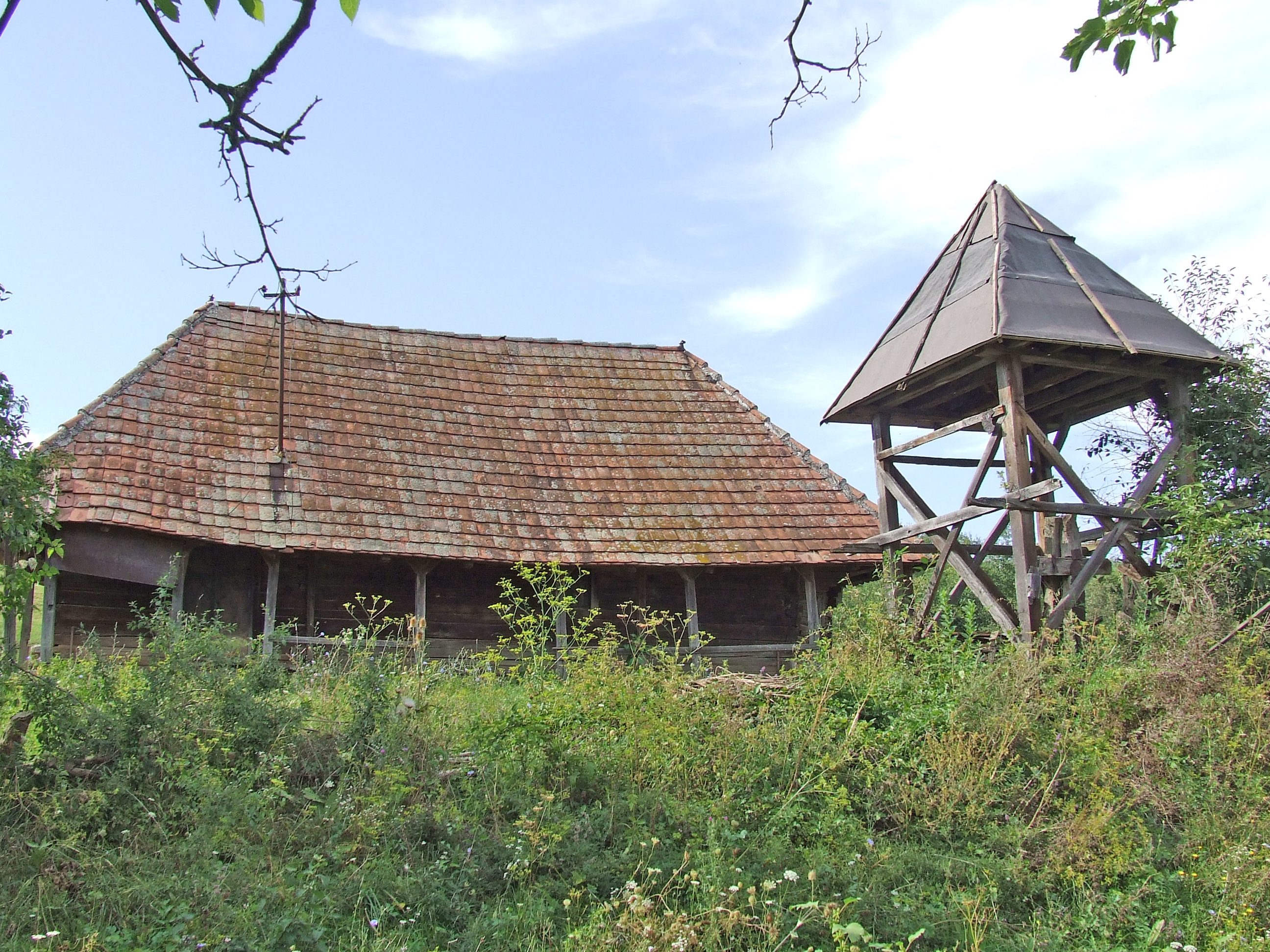
Vedere de ansamblu din sud
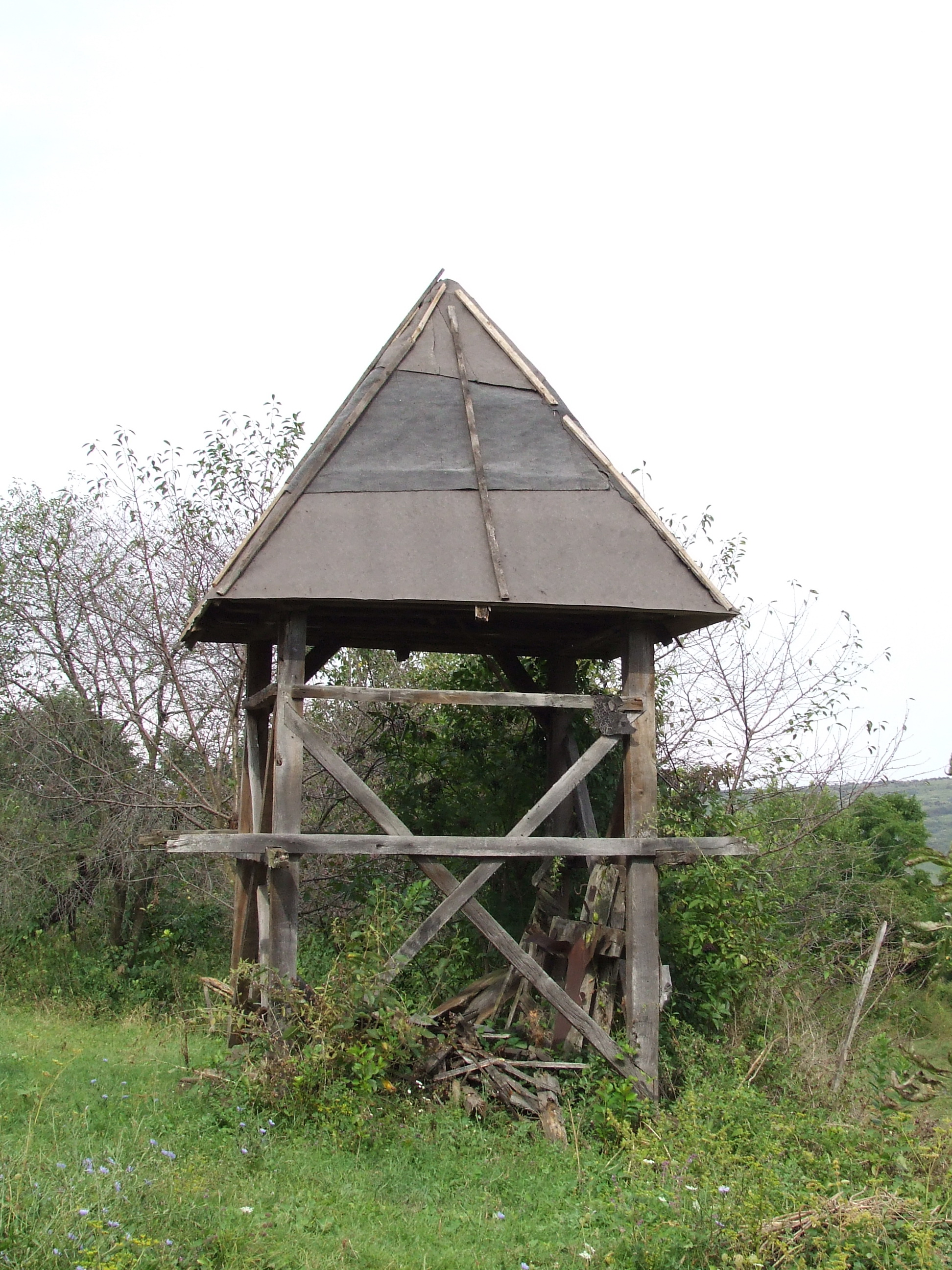
Clopotniţa
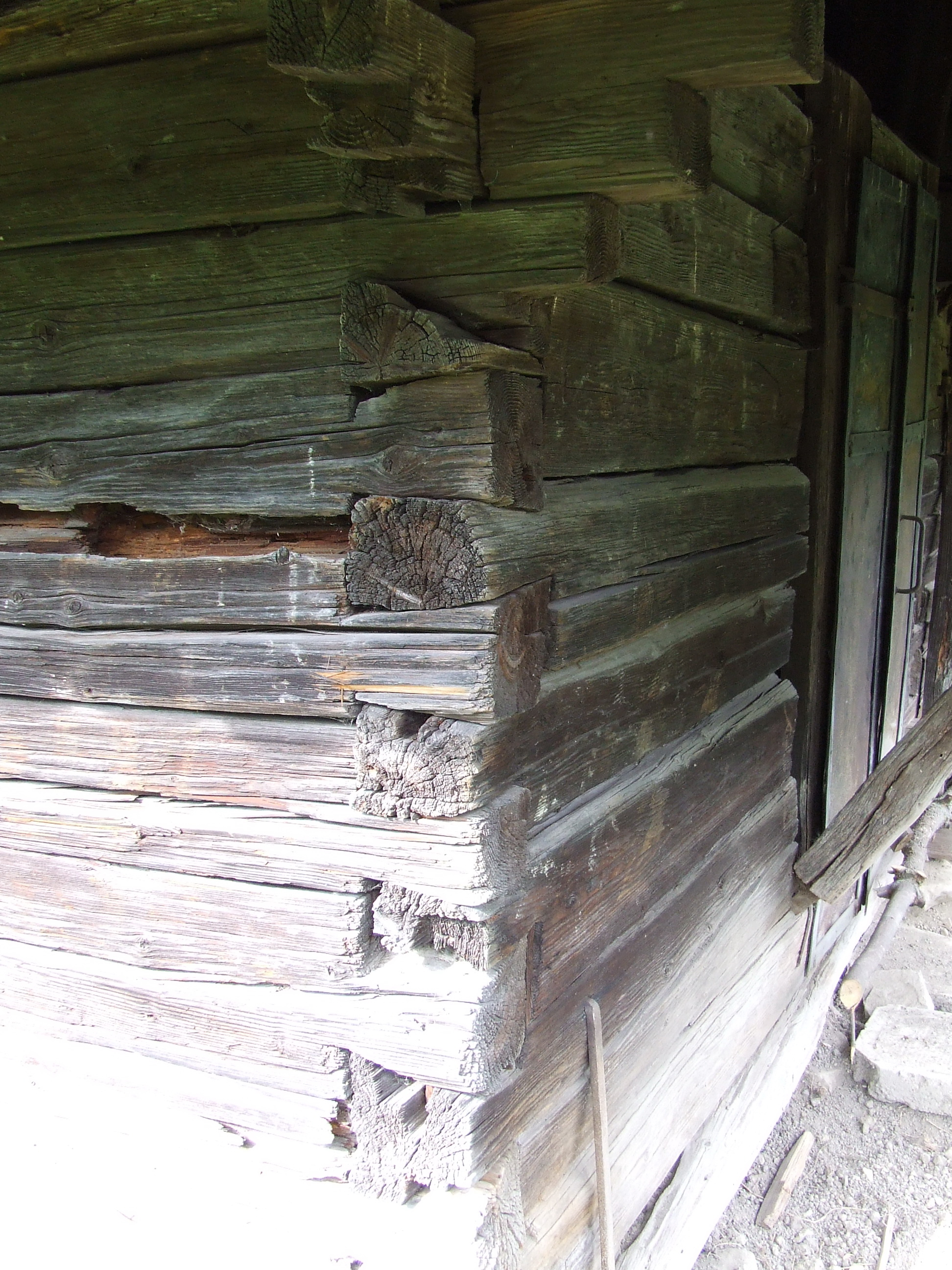
Îmbinare
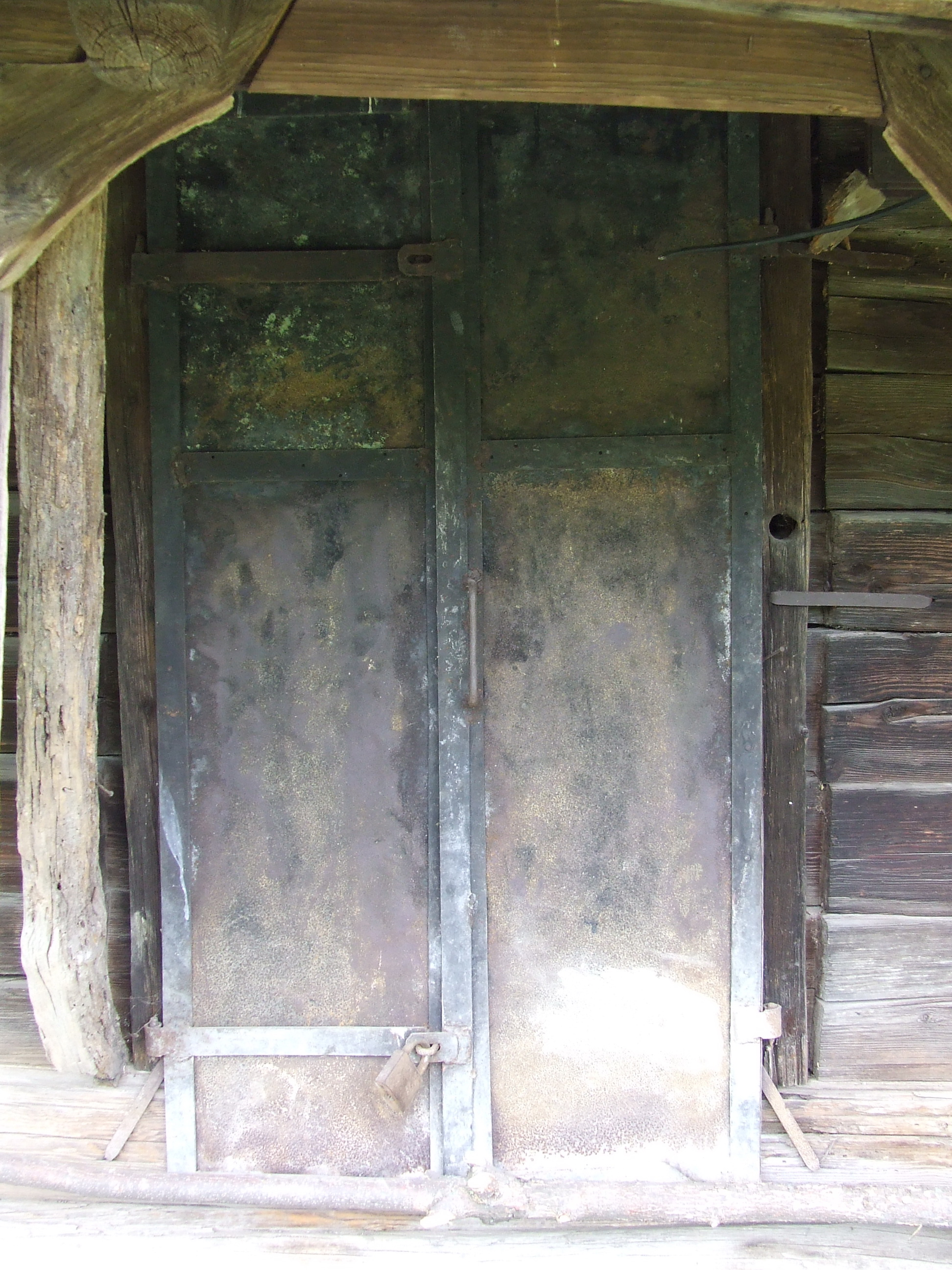
Intrarea în biserică
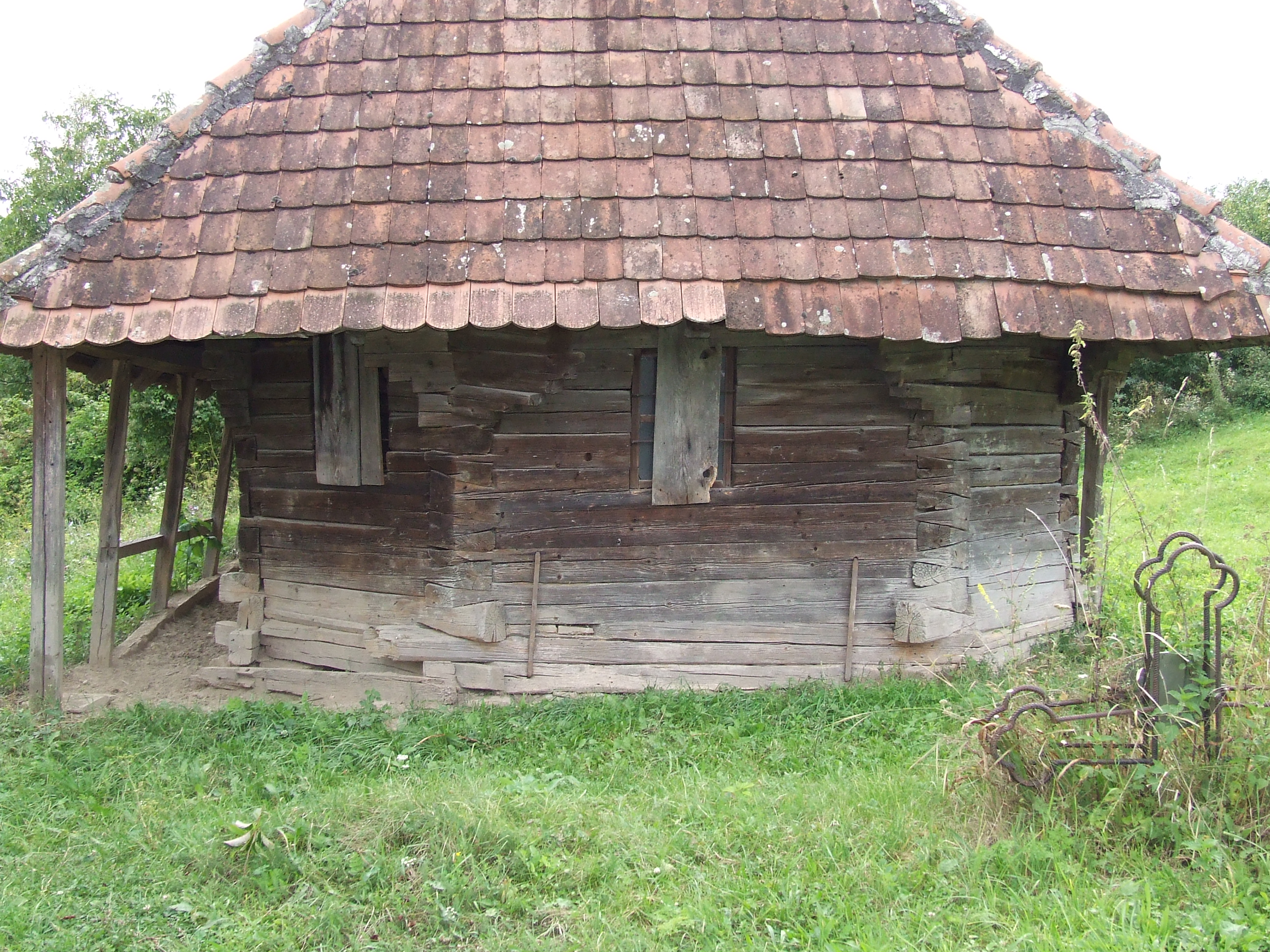
Absida altarului
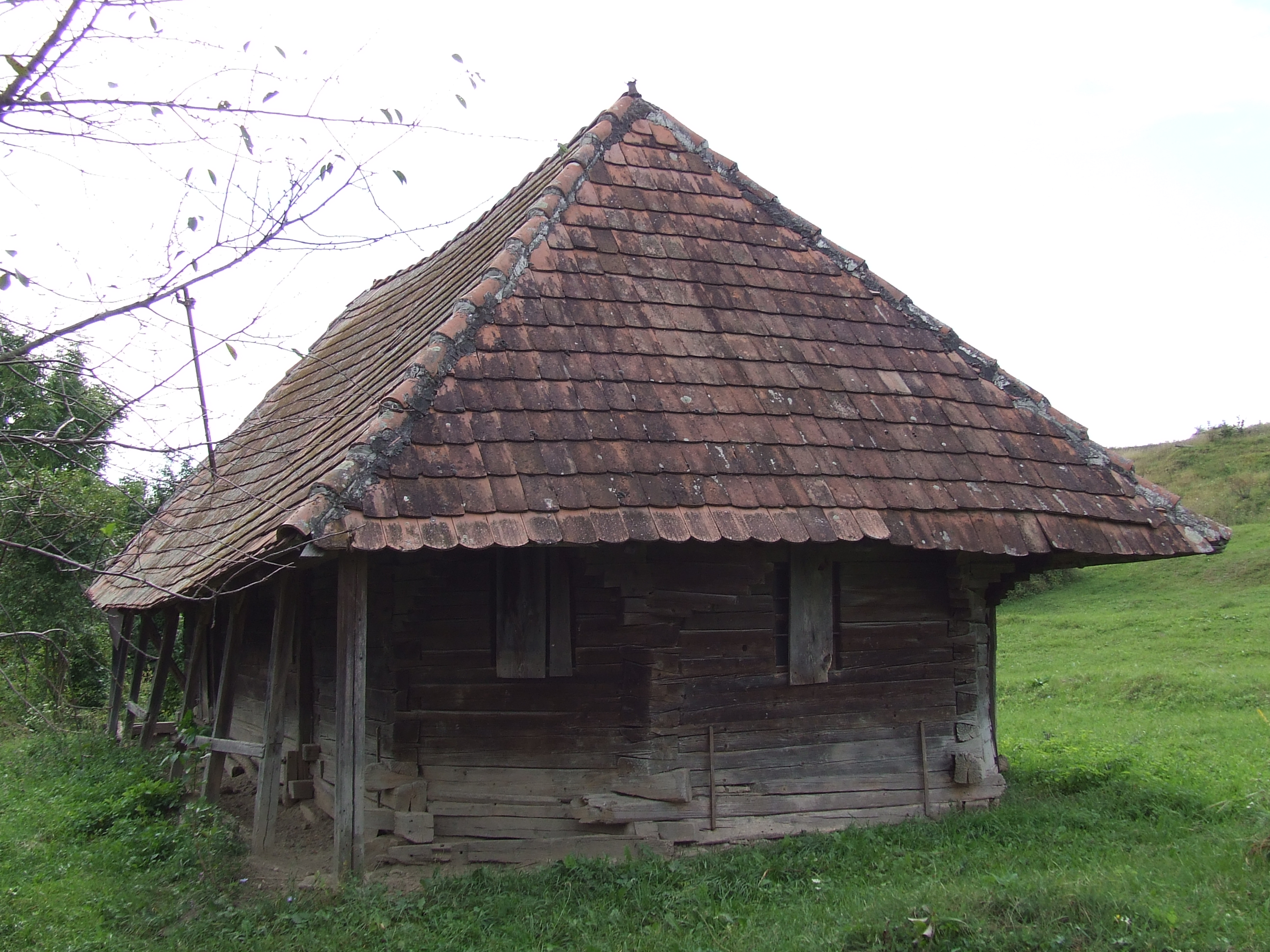
Vedere de ansamblu din sud-est
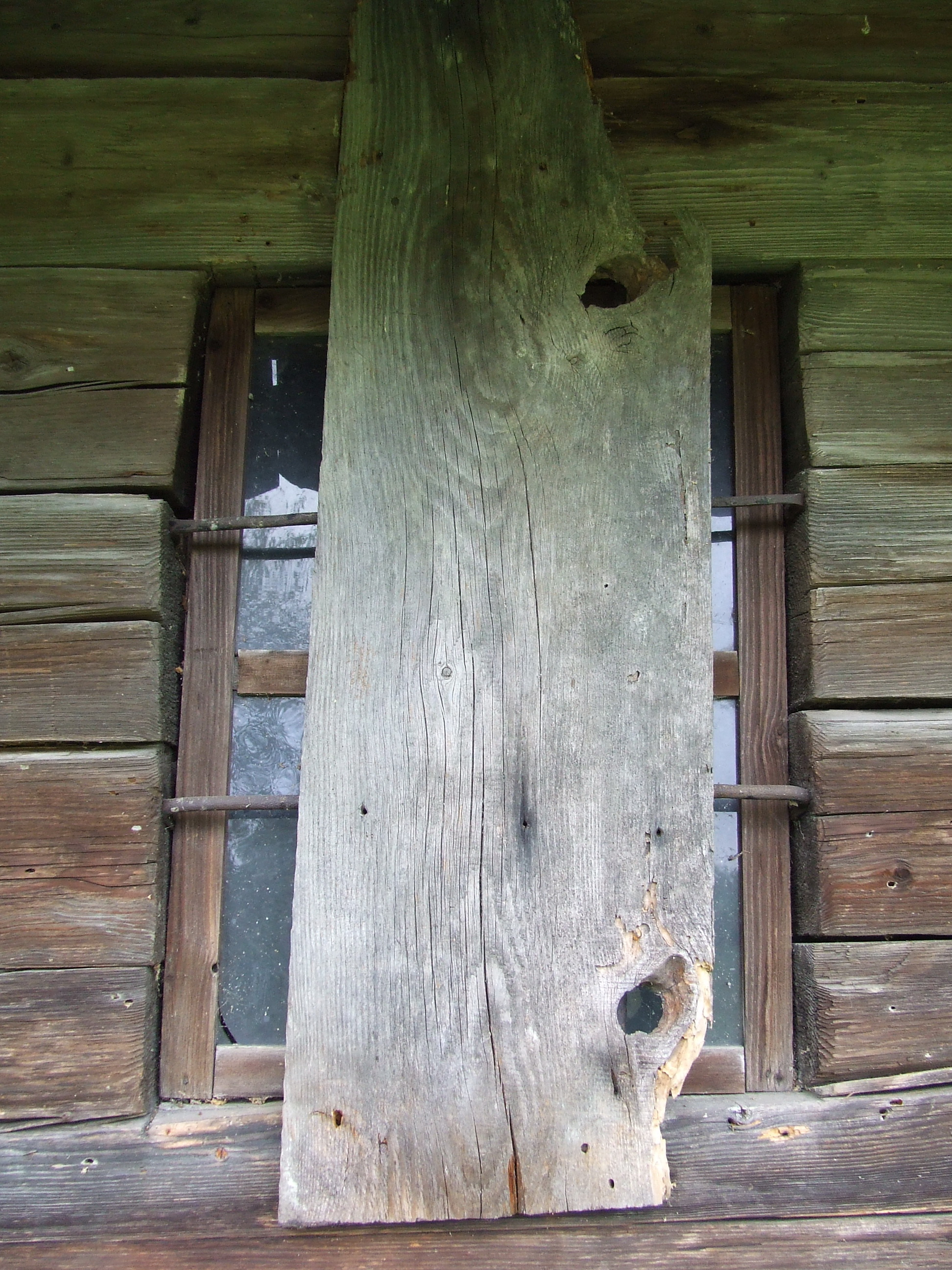
Fereastră
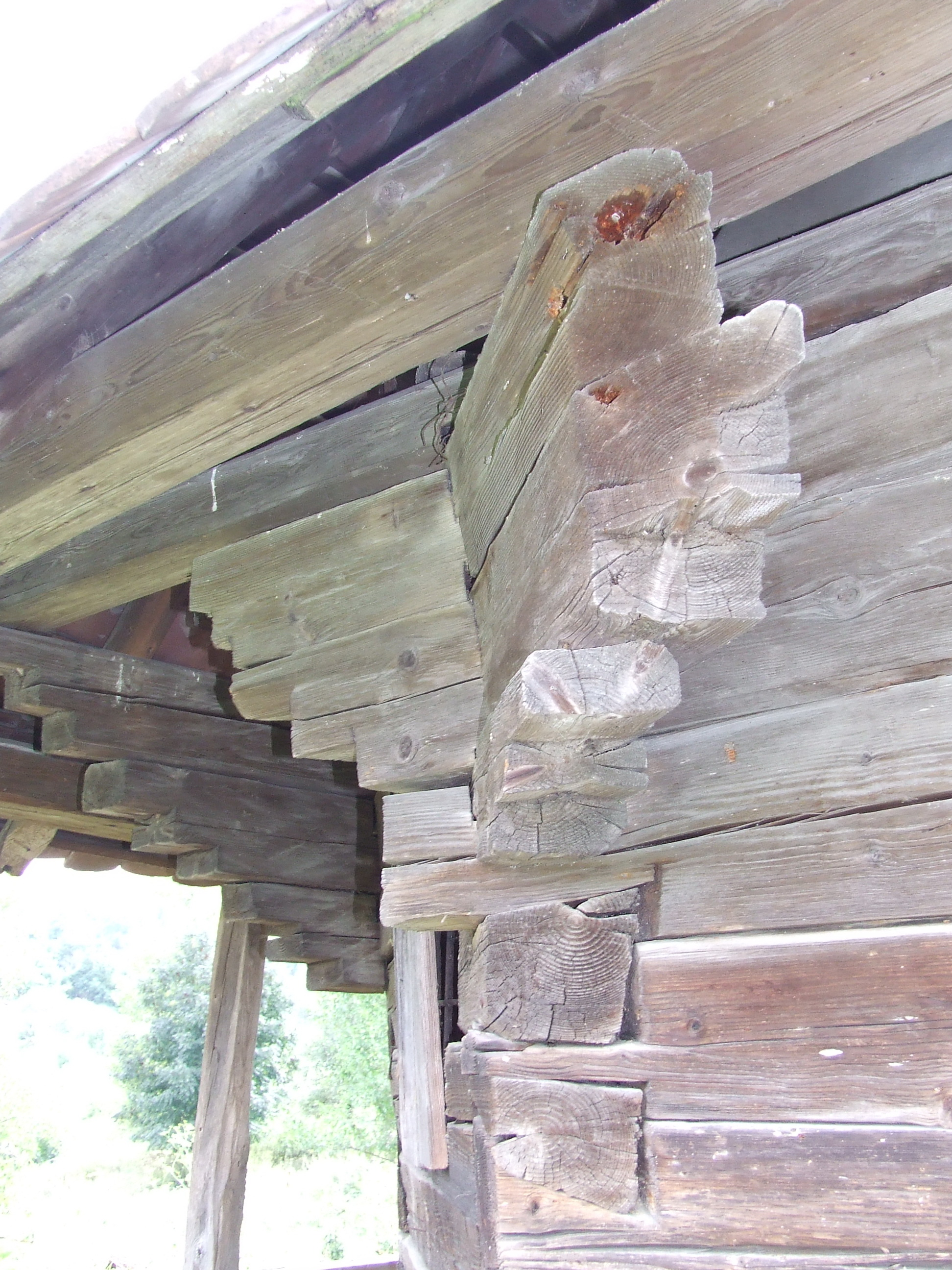
Consolă
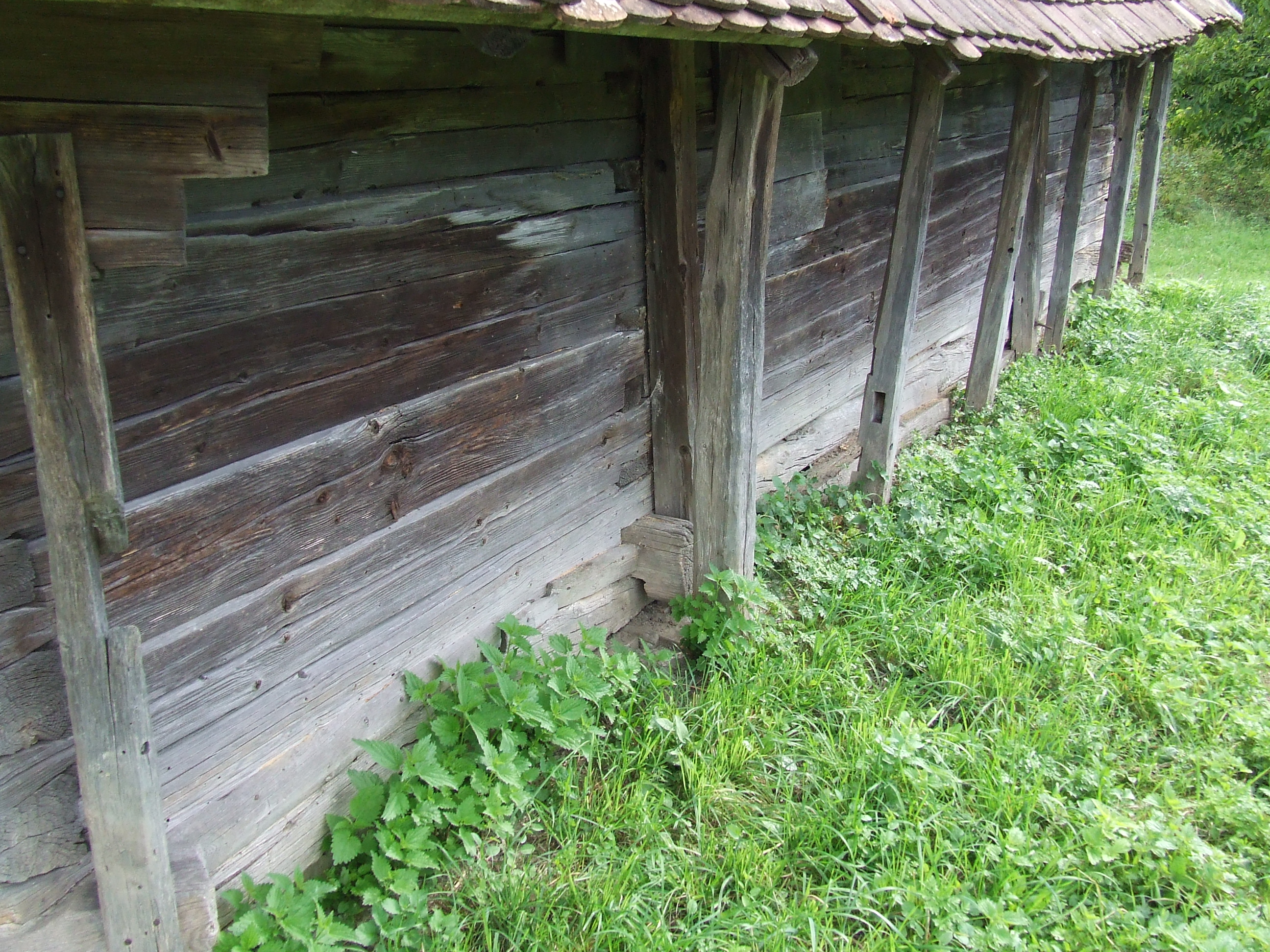
Latura de nord a bisericii
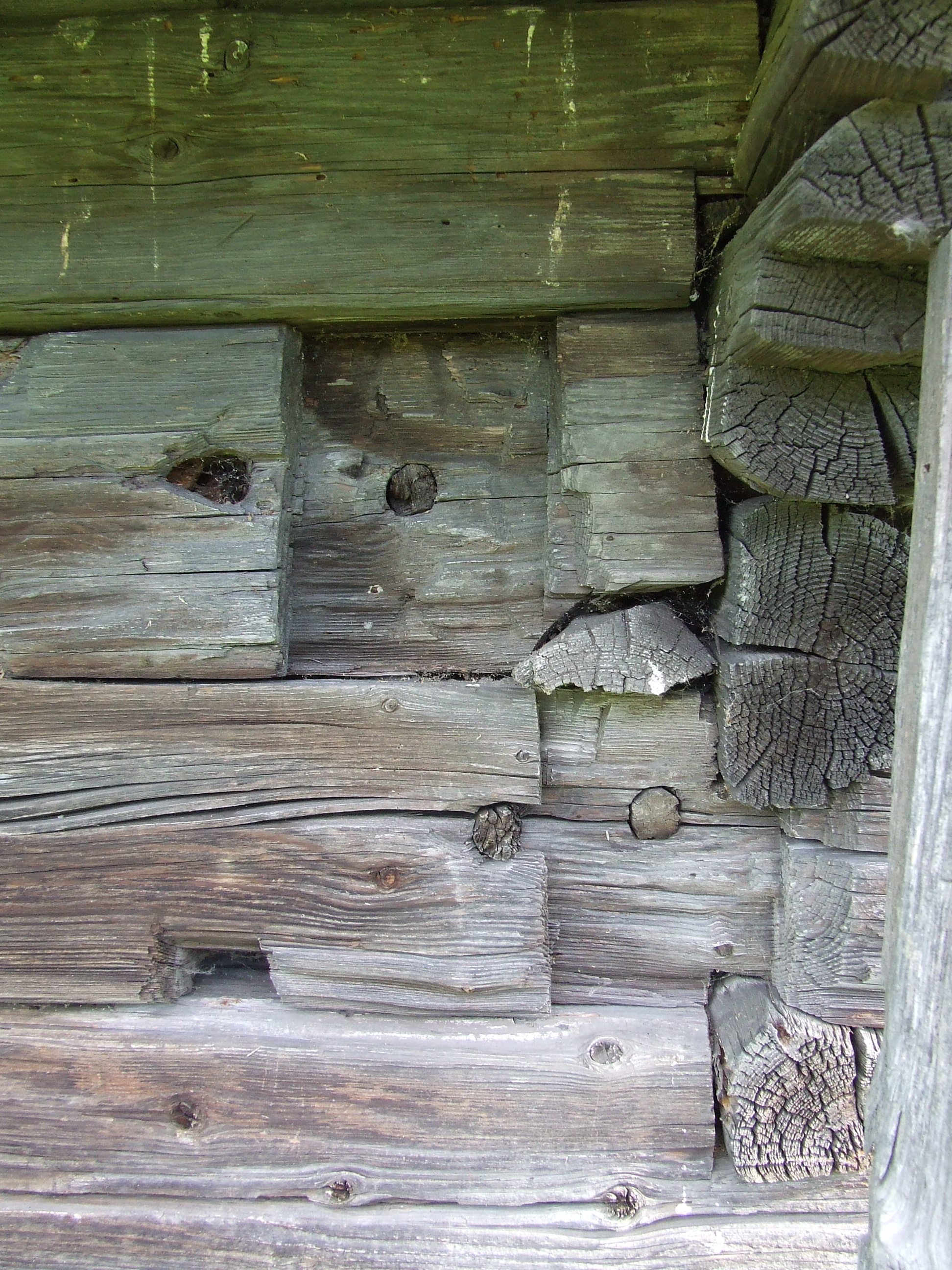
Grinzi refolosite
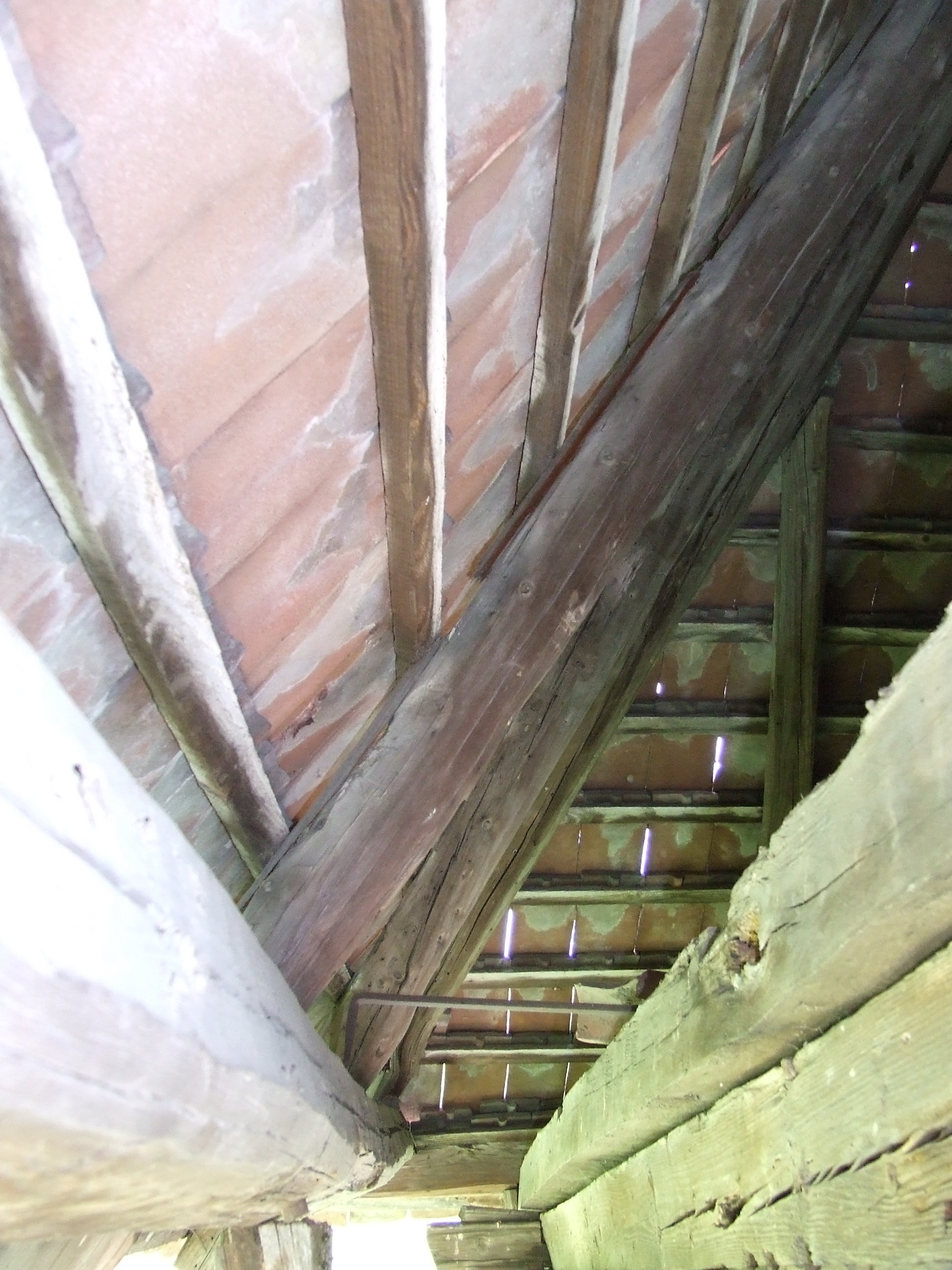
Sub acoperiş
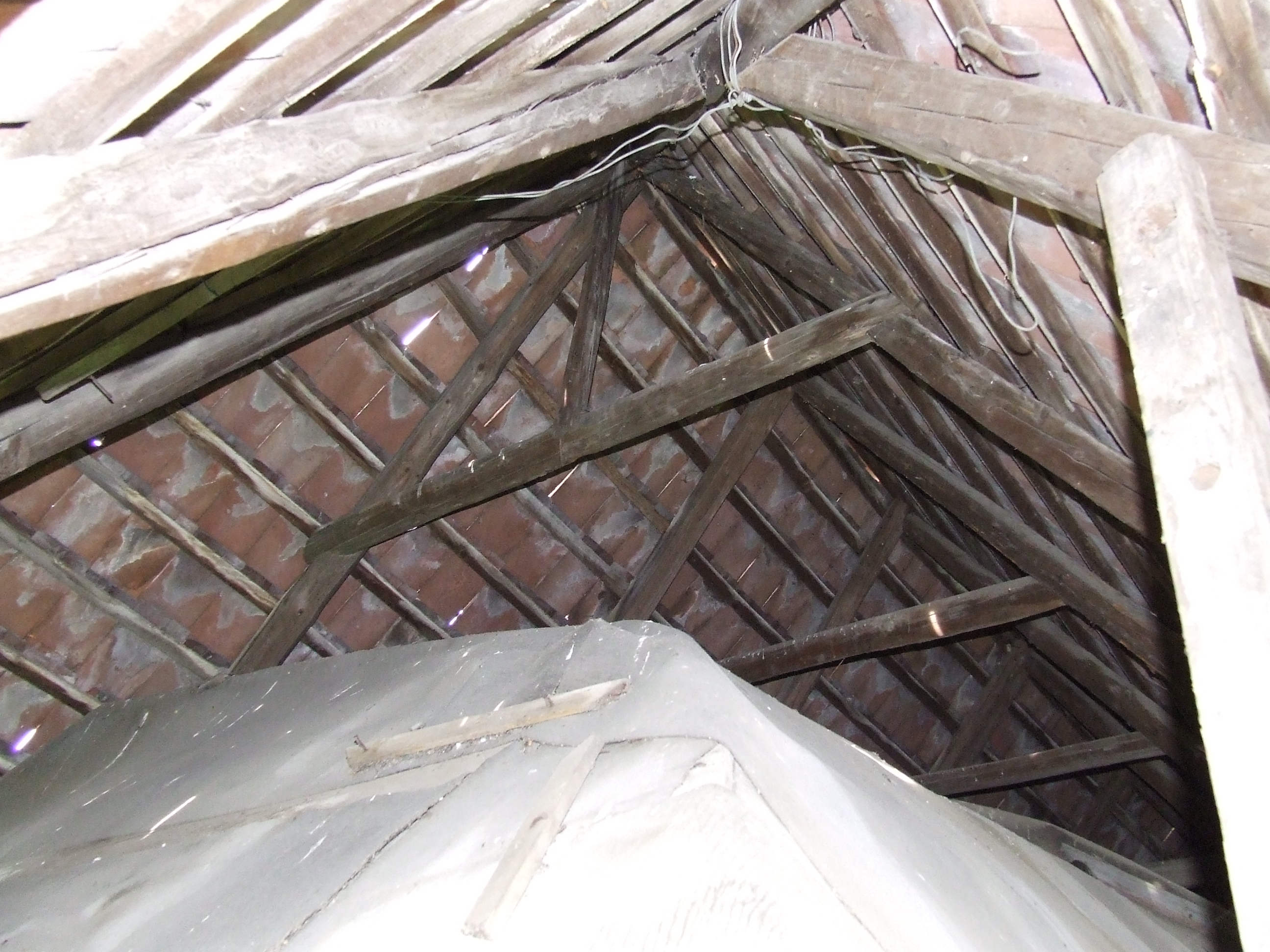
Bolta pronaosului sub acoperiş
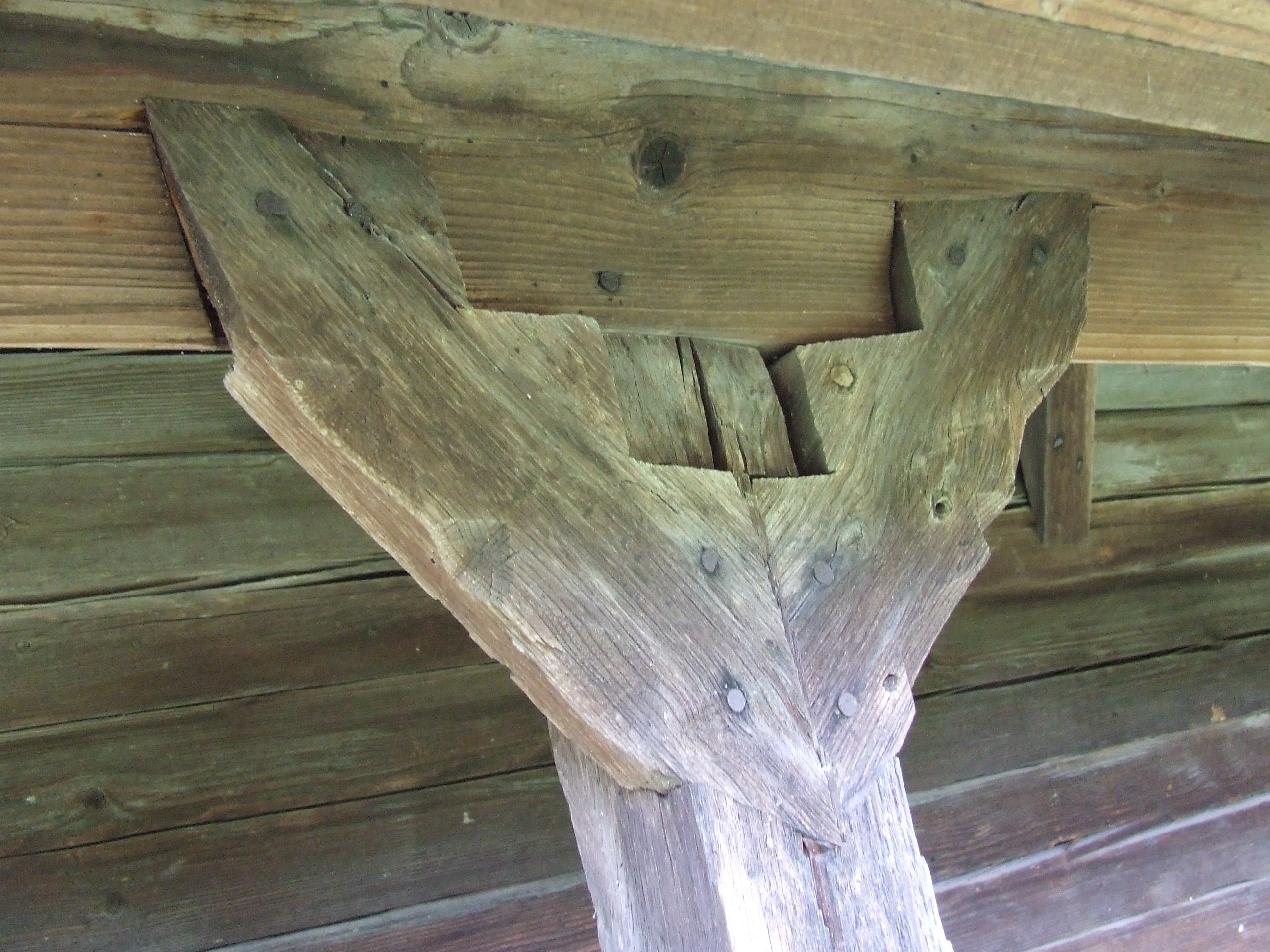
Detaliu - stâlpul prispei
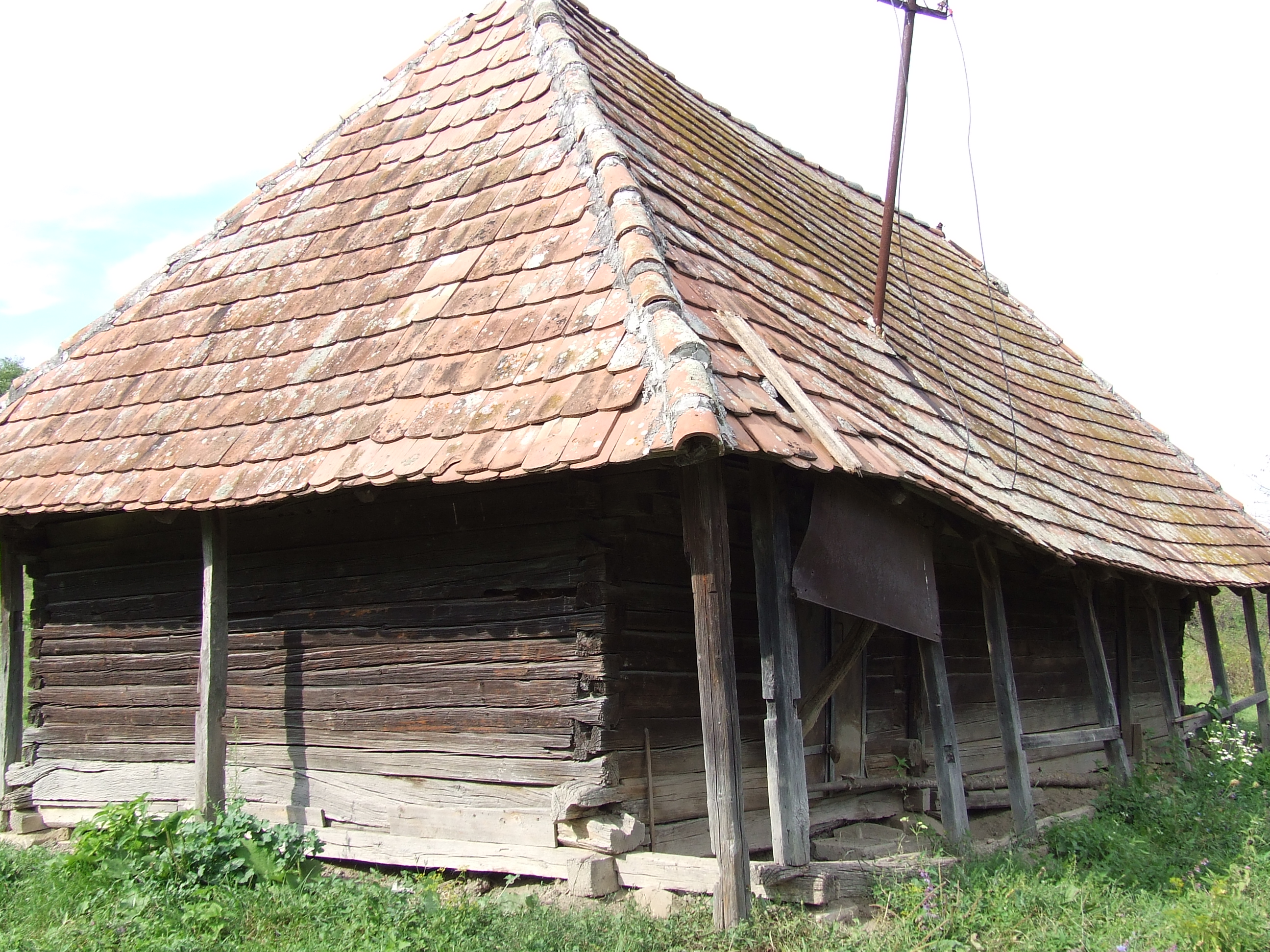
Vedere de ansamblu din sud-vest
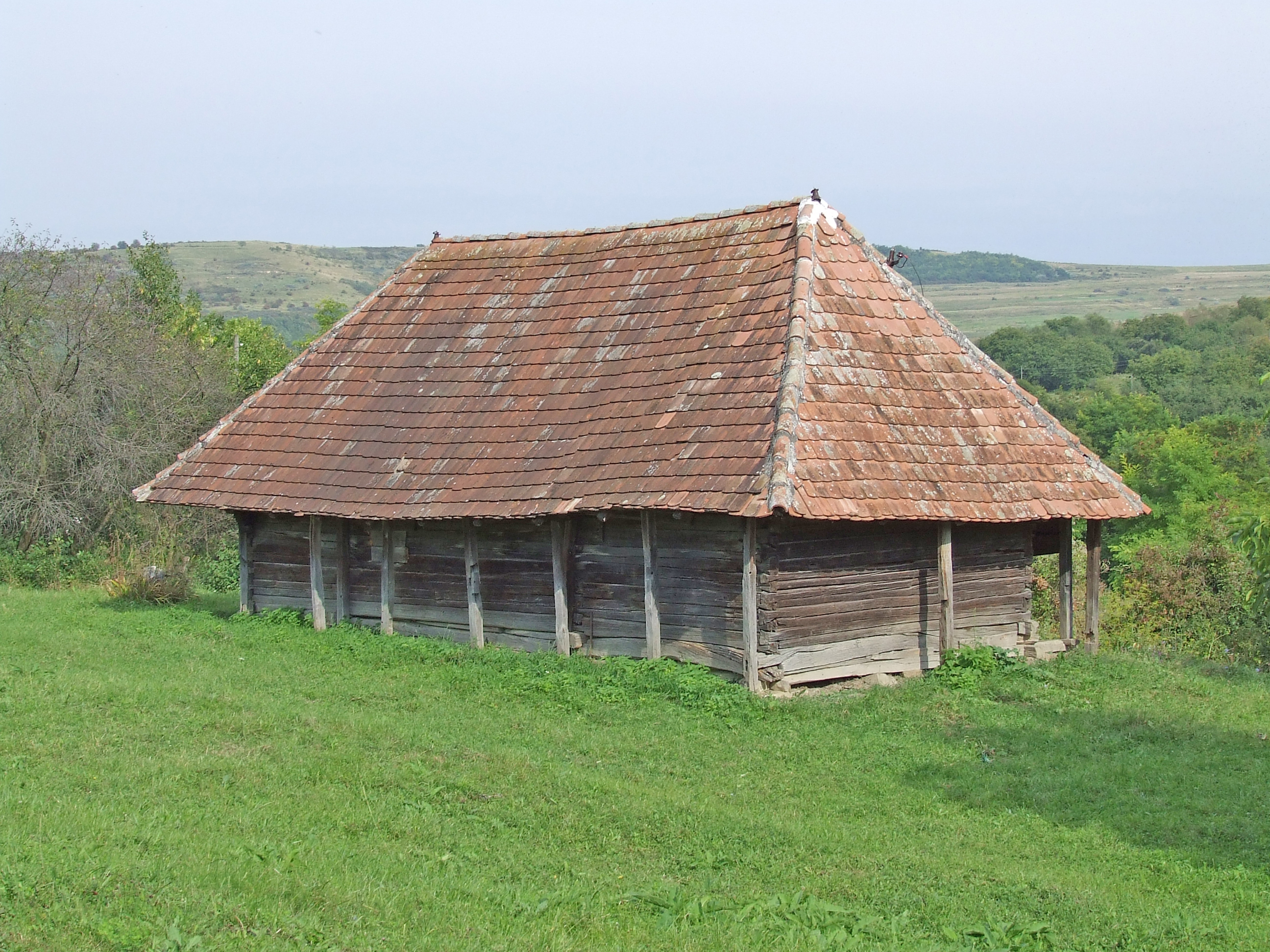
Vedere de ansamblu din nord-vest
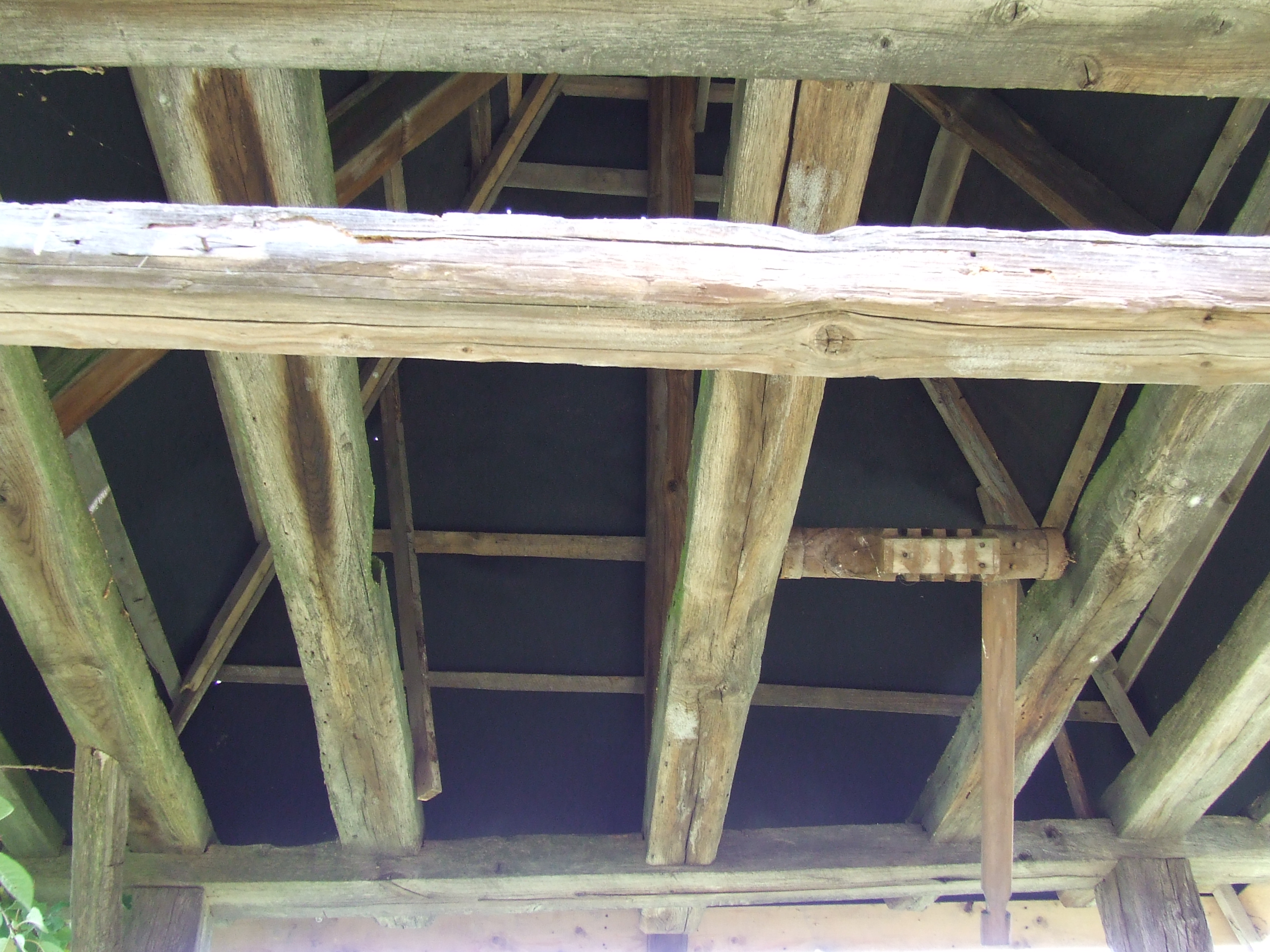
Sub acoperişul clopotniţei
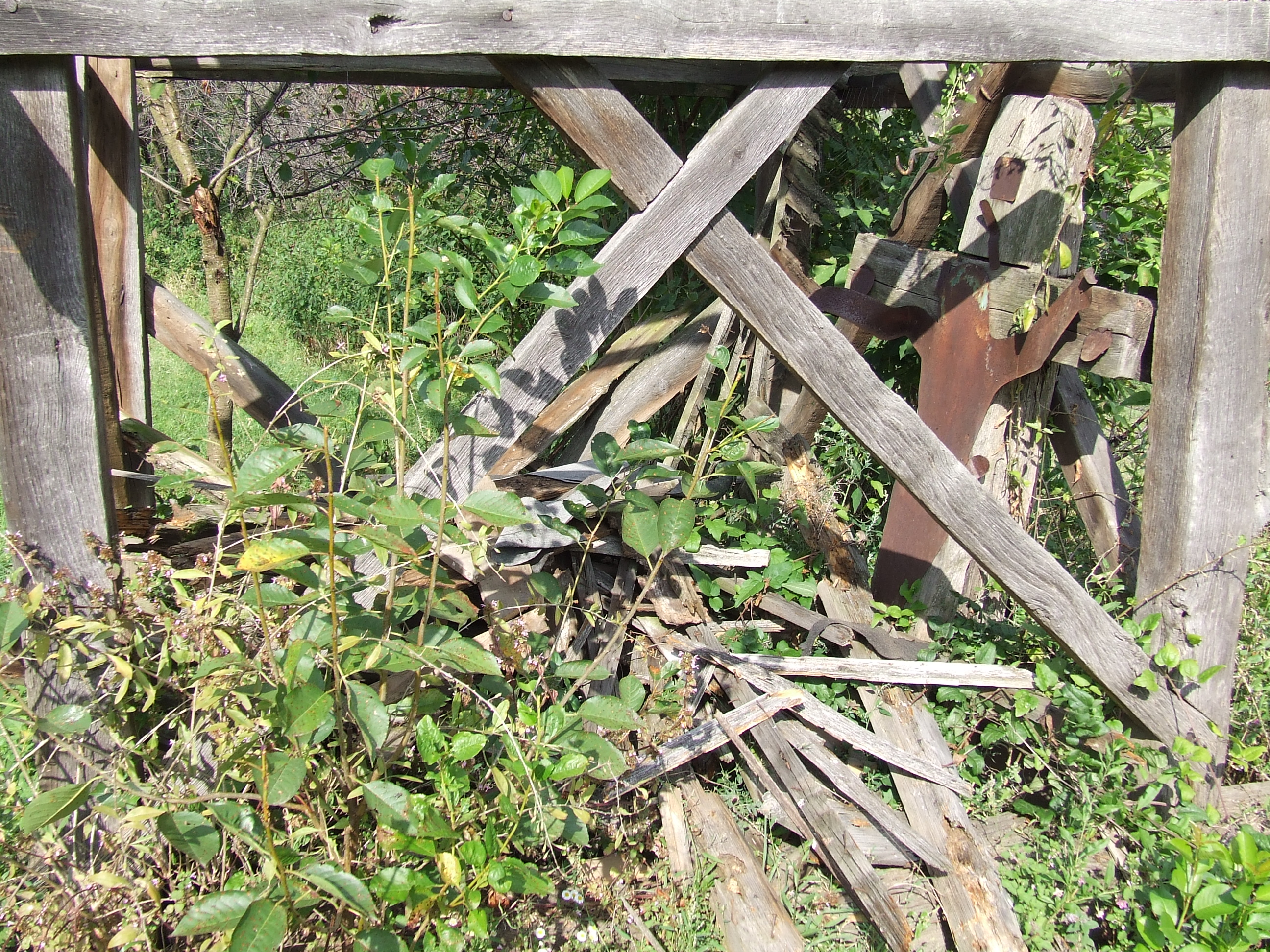
Resturi de materiale, o cruce şi lăstăriş sub clopotniţă
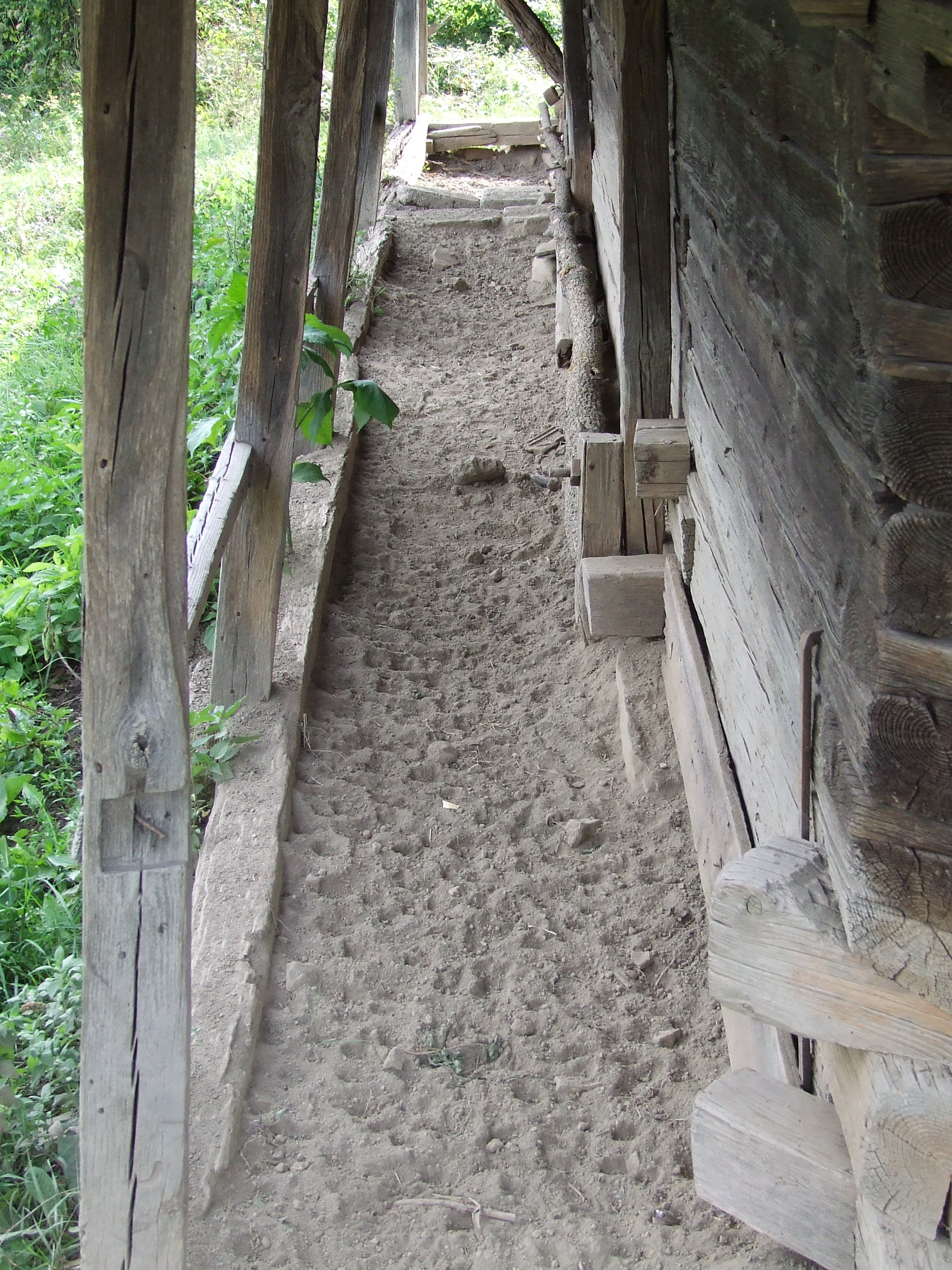
Urmele oilor pe prispa bisericii